# Nue (mythologie japonaise)
Pour les articles homonymes, voir Nue.
Le nue (\nɥe\ ; prononcé "nué")(鵺 ; 鵼 ; 恠鳥 ; 夜鳥 ; 奴延鳥), parfois écrit Nuhe, est une créature chimérique présente dans la littérature et la culture folklorique du Japon. Doté d'un corps de fauve et queue en serpent, bien qu'ils aient une origine distinct, son apparence particulière rappelle celle de la chimère de la mythologie grecque, lui donnant parfois son nom.
Ce monstre est censé être porteur de malchance et de maladie à notamment été popularisée par l'intermédiaire du récit raconté dans le Dit des Heike décrit comment l'empereur du Japon tomba malade après qu'un nue eut décidé de s'installer au sommet du palais durant l'été 1153. Après que le samouraï Minamoto no Yorimasa eut tué la créature à coup de flèches, l'empereur guérit.

## Description

### Apparence
Dans le Heike Monogatari, le nue est décrit comme une créature chimérique dont la tête est celle d’un singe, plus précisément celle d’un macaque japonais, le corps, plus particulièrement le ventre d'un tanuki, les membres d'un tigre, et la moitié avant d'un serpent en guise d’appendice caudal. Dans d'autres écrits, rien n'est mentionné à propos de son torse et de son ventre, il est donc parfois  uniquement représenté avec un corps de tigre. Le Genpei Jōsuiki le décrit ainsi : « tête de singe, dos de tigre, queue de renard, pattes de tanuki », et certains documents de l'époque de Muromachi mentionnent une version avec une tête de chat et le corps d’une poule. Selon certaines théories, le nue ne serait en fait qu’une variété de raijū.

### Comportement
Le nue est décrit comme une créature nocturne, car la plupart de ses apparitions se produisent la nuit. Il émettrait des cris étranges et effrayants, semblables aux chants d’oiseaux comme la grive dama, sous la sonorité "hyoo hyoo". Les caractères utilisés pour désigner le nue, désignaient également cet oiseau tous les deux considérés comme des porte-malheurs à cause de ce chant, Aujourd’hui, le volatile est désigné sous le nom de tora-tsugumi. La plupart des récits racontent que le nue a la capacité de parcourir les cieux sous la forme d’un épais nuage noir épais, et parfois émettant une odeur nauséabonde, mais surtout pouvant générer des éclairs. Il peut être tué, et consommé, sa viande, aurait comme vertu de guérir le hoquet.

## Histoire

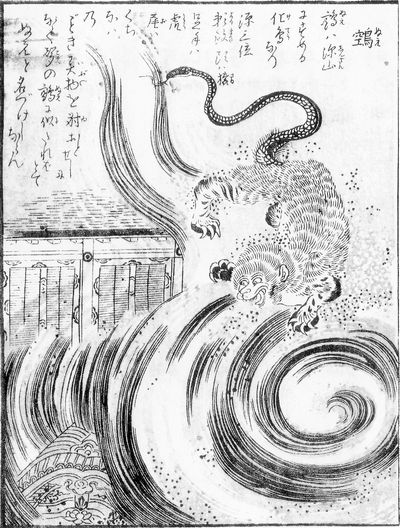
Illustration d’un nue par Toriyama Sekien.

Le nue aurait commencé à apparaître vers la fin de la période Heian. Pour une datation plus précise, différentes sources mentionnent des périodes variées, comme celle de l'empereur Nijō, de l'empereur Konoe, de l'empereur Go-Shirakawa, ou encore de l'empereur Toba,. L'épisode le plus célèbre est la légende de la chasse au nue par Minamoto no Yorimasa, racontée dans le chapitre 4 du Heike Monogatari. Outre cette légende, d'autres apparitions du nue sont consignées dans des chroniques historiques et les journaux de la noblesse, notamment dans des ouvrages tels que le Nihon Kiryaku, le Denryaku, le Tai-ki, et le Azuma Kagami. Ces récits rapportent des cris étranges entendus à divers moments et lieux, ainsi que l'organisation de rituels pour conjurer le mauvais présage associé au cri du nue.
Sur le plan visuel, le nue pourrait être une combinaison d’animaux du cycle sexagésimal. On l'associe notamment à un tigre au nord-est, un serpent au sud-est, un singe au sud-ouest et un chien ou un sanglier au nord-ouest. À l'origine, il était décrit comme un oiseau ressemblant au faisan versicolore, bien que son identité exacte reste inconnue.
En raison de la phonétique associée au caractère 鵺, certains textes anciens utilisaient le terme nuye, référant alors à la grive dama. Dans les périodes ultérieures, cependant, le terme a évolué pour désigner une créature nocturne dont le cri, perçu comme un mauvais présage, suscitait des prières pour éviter les malheurs, notamment lorsqu'il était entendu par les nobles ou l'empereur. Le nue est ainsi devenu un symbole d'inquiétude et de mauvais augure à travers l'histoire japonaise.
Aujourd'hui encore, la créature est célébrée dans des événements comme le Nue-harai Matsuri, un festival annuel à l'Izunagaoka Onsen à Izunokuni, où sont organisées des danses traditionnelles et des rituels destinés à conjurer la présence de ce monstre légendaire. La figure du nue s’est aussi glissée dans les arts traditionnels, notamment dans la pièce de nō intitulée Nue, écrite par Zeami Motokiyo. La créature fait également partie du folklore maritime au Port d'Osaka, où elle apparaît dans l'emblème du port, en référence à la légende du Nuezuka.
Les études menées par Yoshihiro Marukawa, chercheur à l'Institut de recherche sur les biens culturels enfouis de Kyoto, montrent que les apparitions du nue se sont multipliées pendant les périodes troublées, notamment vers la fin de l'époque de Heian et durant les dynasties du Nord et du Sud.

### Mentions dans la littérature
Les récits d’apparitions du nue sont multiples à travers les époques. Dès la 5e année de l'ère Engi (905), le 2 février, une étrange créature désignée comme étant un "oiseau" puis identifié comme un nue est entendu dans le ciel, ce qui conduit, le 15 février, à des offrandes dans divers sanctuaires, comme mentionné dans le Nihon Kiryaku. En 1115 (3e année de l'ère Eikyū), le 25 juin, un nue est entendu au palais de l'empereur Go-Toba, suivi d'une nouvelle apparition en juillet dans la ville de Kyoto, selon les chroniques du Denryaku et du Shukaishō. En 1144 (1re année de l'ère Ten'yō), le cri du nue est de nouveau rapporté le 18 juin, consigné dans le Tai-ki. En 1153 (3e année de l'ère Ninpei), la monstrueuse créature apparaît chaque nuit au palais impérial, jusqu'à ce qu'elle soit abattue par Minamoto no Yorimasa sur ordre de l'empereur, comme relaté dans le Heike Monogatari. L'apparition d'un nue est aussi documentée le 7 août 1212 (2e année de l'ère Kenryaku) dans l'ouest, dans le Gyokuyō. En 1231 (1re année de l'ère Kanki), un nue est observé le 8 avril, d'après le Azuma Kagami. Une autre mention est faite en 1240 (2e année de l'ère En'ō), lorsqu'un nue est entendu le 8 avril près de l'ancienne résidence du gouverneur de Musashi, provoquant l'organisation d'un festival le 9 avril. En juillet 1333 (3e année de l'ère Genkō), le cri d'un nue est perçu au-dessus du Shishinden, selon le Taiheiki. Le 25 avril 1416 (23e année de l'ère Ōei), un nue apparaît au sanctuaire Kitano Tenman-gū, où il est abattu par un servant du sanctuaire. Il avait la tête d'un chat, le corps d'une poule et des yeux brillants, selon le Kanmurinikki. Et en 1774 (3e année de l'ère An'ei), le cri d'un nue a été entendu en avril sur le toit du palais impérial de Kyoto, émettant un son similaire à celui d'une roue, d'après le Kankon Jigo.
Ces mentions proviennent un extrait de la Nihon kaiki yōkai nenbyō (日本怪奇妖怪年表 ; "Chronologie des apparitions de créatures surnaturelles du Japon") dans le Zusetu Nihon Minzoku Gaku Zenshū (図説日本民俗学全集 ; « recueil complet du folklore japonais illustré ») de Fujisawa Morihiko (1971). Les mentions du caractère "鵼" dans la chronologie ont été remplacées par "鵺". Certaines descriptions de cris peuvent inclure des oiseaux identifiés comme des nue.

Le chapitre 210 du Tsurezuregusa, écrit au début du XIVe siècle par Urabe Kenkō (兼好法師), se lit comme suit :
Le yobukodori (喚子鳥) est un "oiseau de printemps", mais il n'existe aucune description claire de sa nature. Dans un certain texte ésotérique du bouddhisme shingon, il est mentionné que lorsque le yobukodori chante, un shōkon (招魂), un rituel de rappel d’âme doit être exécuté. Ce chant est celui du nue. Dans un long poème du Man'yōshū, il est dit "Le printemps brumeux s'étend" et cela continue. Le nue est considéré comme semblable à cet oiseau dans son apparence et son comportement.
Kenkō indique ici que le yobukodori mentionné dans un certain texte shingon est en réalité un nue, et il explore pourquoi ces deux créatures sont souvent confondues, en raison de leurs similitudes.
Dans le volume 9 de l'ouvrage Hishō (秘鈔), transmis par Shugaku Hōshinnō et compilé à partir des enseignements du courant shingon de l’école Ono durant le XIIIe siècle, on trouve un chapitre sur les rituels de rappel d'âme intitulé Enmei shōkon sahō (延命招魂作法 ; "Rituel d'allongement de la vie et de rappel de l'âme", avec la mention suivante : « Ce rituel doit être accompli chaque nuit. Il ne doit pas être exécuté pendant la journée ou à l'aube ».

## Chasse et extermination du nue

### Par Minamoto no Yorimasa
Selon le Heike Monogatari et les descriptions géographiques de la province de Settsu dans le Settsu Meisho Zue (摂津 明書図会), l’histoire de la chasse au nue est racontée ainsi. Vers la fin de l’époque de Heian au palais impérial Seiryōden, résidence de l'empereur Konoe, on entendait chaque nuit un bruit inquiétant accompagné de fumées noires. L'empereur Nijō, effrayé par ces phénomènes, tomba malade. Ni les médicaments, ni les prières ne purent soulager son mal.

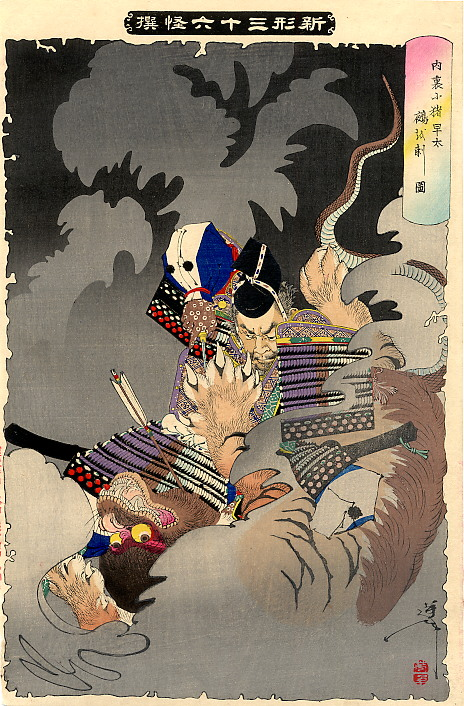
« Shingata Sanjūrokkaisen : Inohayata et le nue » par Tsukioka Yoshitoshi

Ses proches, s'inspirant du précédent où Minamoto no Yoshiie avait calmé un incident similaire en décochant une flèche, confièrent à l’expert archer Minamoto no Yorimasa, la mission de tuer la créature. Une nuit, Yorimasa, accompagné de son vassal Inohayata (également prononcé Ihayata), prit son arc légendaire « Raishōdō » (雷上動), hérité de son ancêtre Minamoto no Yorimitsu, et partit à la chasse au monstre. Lorsque la fumée noire enveloppa à nouveau le Seiryōden, Yorimasa décocha une flèche faite de la plume d’un faisan. Avec un cri déchirant, le nue s'effondra au nord du Château de Nijō, et Inohayata l'acheva immédiatement,,. À ce moment-là, un coucou chanta deux ou trois fois au-dessus de la cour impériale, et la paix revint. L'empereur se rétablit rapidement, et Yorimasa reçut en récompense de l'empereur une épée appelée Shishi-ō (獅子王).
Quant au corps du nue, les versions divergent. Selon le Heike Monogatari, les habitants de la capitale, craignant la malédiction du nue, placèrent son cadavre sur un bateau et le jetèrent dans la Kamo (淀川), où il dériva vers l'est et s'échoua temporairement dans la région d’Osaka avant de finir sur les rives entre les rivières Ashiya et Sumiyoshi. Les habitants d'Ashiya l'enterrèrent respectueusement et érigèrent un monument funéraire nommé Nue-zuka pour le commémorer. Le Settsu Meisho Zue mentionne cette tombe sous le nom Nue-zuka située entre l'Ashiya-gawa et la Sumiyoshi-gawa ».
Selon un autre récit datant du début de l’époque d’Edo, le cadavre du nue dériva jusqu'à l'embouchure de la Yodo-gawa, où les villageois, effrayés par la malédiction du monstre, demandèrent au prêtre du temple Bo-on-ji de l’enterrer. Cependant, lors de l'ère Meiji, la tombe fut détruite, provoquant des calamités dans les environs avant d'être restaurée,. Par ailleurs, selon le Genpei Seisui-ki et le Kanden Jihitsu, le nue aurait été enterré au Kiyomizu-dera à Kyoto.

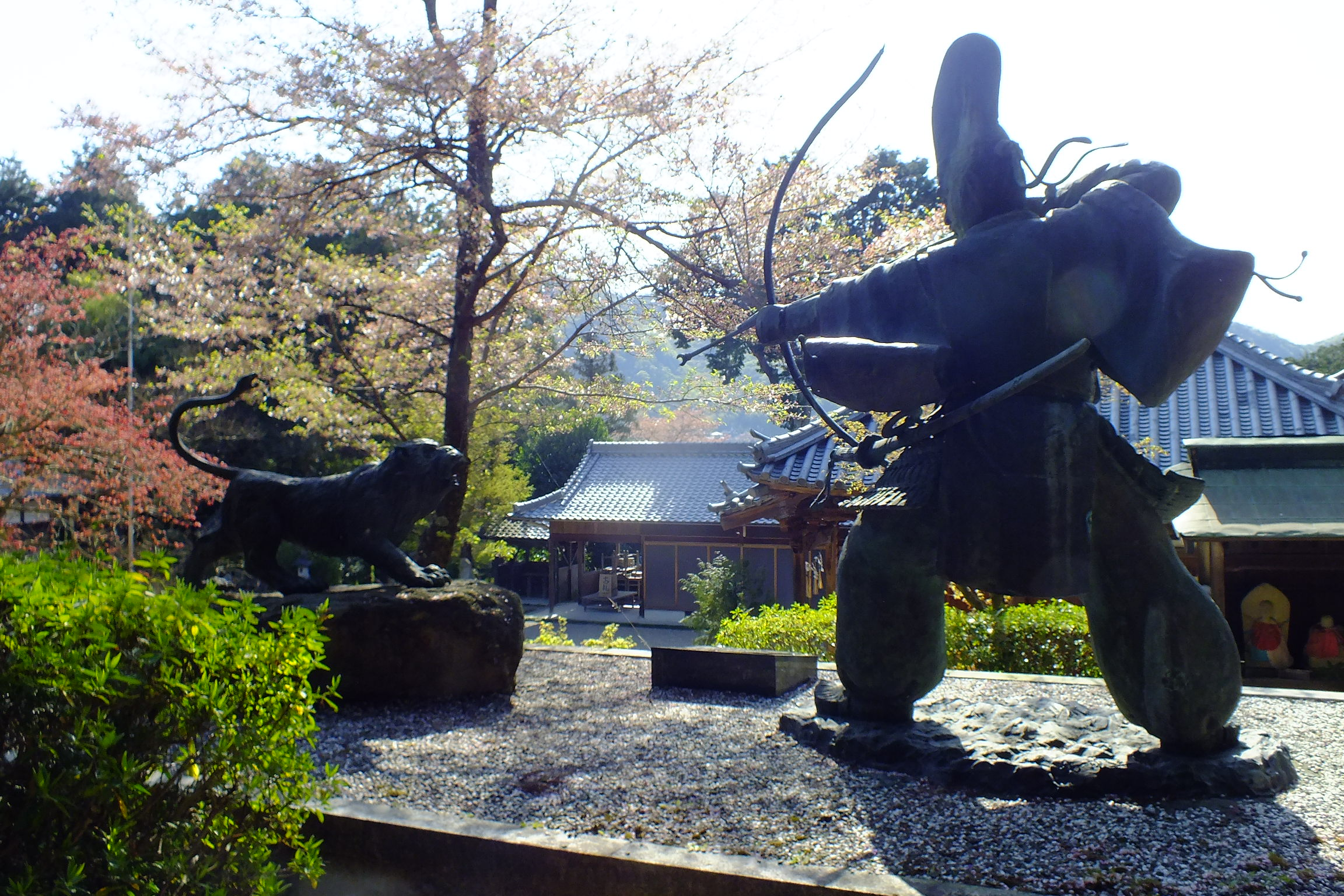
Statue commémorant la chasse au nue par Minamoto no Yorimasa (Temple Chōmei-ji, Nishiwaki, Préfecture de Hyōgo)

Dans une autre version, l'esprit du nue se serait transformé en un cheval nommé Kinoshita, qui fut adopté par Yorimasa. Ce cheval, réputé excellent, fut ensuite confisqué par Taira no Munemori, ce qui poussa Yorimasa à se révolter contre les Taira et à déclencher l’insurrection qui entraîna sa chute.
Il existe également une légende dans la région de Hamamatsu, à l'ouest du lac Hamana, selon laquelle le corps du nue serait tombé à cet endroit, donnant naissance à des toponymes locaux comme Nue-shiro, Dōzaki, Haba-daira* et Ona.
À Kumakōgen dans la préfecture d’Ehime, une autre légende raconte que le nue était en réalité la mère de Yorimasa. Dans cette version, au sommet de la puissance des Taira, la mère de Yorimasa vivait cachée dans sa région natale, où elle priait pour la restauration de la lignée des Minamoto. Ses prières et sa haine des Taira la transformèrent en nue, et elle vola jusqu’à la capitale, provoquant la maladie de l’empereur afin que son fils puisse la tuer et ainsi gagner en renommée. Après avoir été tuée par la flèche de Yorimasa, elle retourna dans le lac Akuraga-ike- et en devint la maîtresse, avant de succomber à sa blessure.

### Par Taira no Kiyomori
Dans le Heike Monogatari et le Genpei Seisui-ki, il est mentionné que Taira no Kiyomori aurait tué un nue avant Minamoto no Yorimasa.
Sous le règne de l'empereur Sutoku, un soir, le cri terrifiant aurait retentit au Shishin-den (南殿), et une créature décrite comme un grand oiseau aurait traversé le ciel. Kiyomori, désigné sous le nom de Uemon-no-jō (右衛門尉), reçut l’ordre impérial de capturer cette bête, désigné comme étant un « ennemi de la cour ». Mais l’animal volait dans le ciel, restait invisible parmi les nuages, seul son cri étant audible. Kiyomori, se rappelant que des héros comme le lion en Inde, le tigre en Chine, et des chasseurs légendaires au Japon s’étaient illustrés dans de tels exploits, se jeta à la poursuite du son, déclarant qu'il s'agissait de son devoir impérieux. Finalement, l’oiseau se jeta dans sa manche droite, où il fut capturé.
En réalité, il ne s'agissait pas d’un oiseau, mais d’une créature ressemblant à un rat, désignée sous le nom de mōshu (毛朱). Selon les érudits de la cour, cette créature était également apparue sous le règne de l'empereur Suinin, et avait provoqué de grandes épidémies. Ils recommandèrent d’enterrer la créature selon les rites appropriés pour éviter de nouveaux malheurs. Le Genpei Seisui-ki relate que Kiyomori, se rappelant des enseignements des anciens sur les moyens de conjurer le mal, obéit aux instructions des savants et accomplit un rituel d’enterrement pour apaiser l’esprit de la créature, ce qui ramena la paix au palais.

### Autres récits
Outre les exploits de Minamoto no Yorimasa et Taira no Kiyomori, d'autres légendes évoquent des récits de chasse au nue à travers le Japon. Par exemple, dans la région de Shiga, il existe une version où le corps du nue serait tombé près du lac Biwa, ce qui aurait provoqué des tempêtes et des malheurs pour les villageois. Les habitants, terrifiés, auraient construit un temple dédié à Bishamon la divinité protectrice, pour apaiser les esprits.

### Variations régionales et cultes
Les récits du nue diffèrent d'une région à l'autre, avec des variations tant sur l'apparence de la créature que sur les conséquences de sa mort. Dans certaines régions comme Kumano, le nue est décrit comme un monstre aquatique, lié aux inondations soudaines et aux crues des rivières. Les villageois, pour se protéger, construisaient des autels pour honorer les esprits des eaux et priaient pour que le nue ne revienne jamais.
Dans d'autres régions comme Fukushima, le nue est vu comme un esprit vengeur lié aux montagnes. Une légende raconte qu'un archer nommé Tachibana no Kagehisa tua un nue qui terrorisait la région, mais que la mort de la créature provoqua une série de séismes et d'éruptions volcaniques. Pour apaiser l’esprit du monstre, les habitants construisirent un sanctuaire dédié à la divinité locale et organisèrent des rites de purification annuels.
Les variations autour de la chasse au nue montrent l'influence des croyances locales et la façon dont ces histoires se sont adaptées aux spécificités culturelles et géographiques de chaque région du Japon.

## Lesnuedans la culture populaire
- Dans le jeu vidéo Breath of Fire III, le premier boss du jeu est un nue qui terrorise la ville de départ.
- Dans le MMORPG Final Fantasy XI se trouve un monstre célèbre nommé Nue, qui à la forme d'un tigre.
- Dans l'OAV Karas, Nue est une créature mystique à forme humaine envoyée à Shinjuku pour vaincre Eko.
- Dans le jeu PS2 Genji: Dawn of the Samurai, le nue est un boss situé au temple de Migoyi.
- Le groupe japonais Kaggra, a un album intitulé « Nue », contenant la chanson « Nue no Naku Koro » (鵺の哭く頃, Quand le nue pleure). De même, l'artiste d'Avex Tomiko Van a fait une chanson intitulée « Nue no Naku Yoru » (鵺の鳴く夜, La Nuit où le nue pleure)
- Le jeu de rôle PS2 Shin Megami Tensei: Lucifer's Call a le nue parmi les monstres que le joueur peut affronter, recruter voire créer en fusionnant ensemble d'autres monstres.
- Dans la série Bleach, le shinigami Renji Abarai utilise une épée (zanpakuto) nommée Zabimaru, qui se matérialise sous la forme d'un nue blanc.
- Une chanson du groupe de Heavy Metal Onmyo-Za se nomme Nue.
- Dans le 12e jeu de la série Touhou, l'extra boss Nue Houjuu est un nue.
- Dans le manga Air Gear de Ogure Ito, Nue est un stormrider allié aux Génésis. Il est le roi du tonnerre.
- Dans le manga Amatsuki et la série éponyme, le héros reçoit son pouvoir à la suite d'une attaque de nue.
- Dans le jeu vidéo PS2 Okami ,on rencontre à partir du temple du vent du village de Kusanagi des nue. De plus, la créature, appelée chimère dans le jeu, est reliée à une autre légende japonaise selon laquelle les chiens viverins (ou tanuki) peuvent se transformer en bouilloire, ce qui explique leur aspect de bouilloire à tête de singe,pattes de tigres et queue de serpent.
- Dans la série Boruto: Naruto Next Generations, le héros est confronté a un monstre nommé "Le nue", ce monstre est contrôlé par une jeune fille voulant se venger.
- Dans l'animé The Rising of the Shield Hero, les héros sont amenés à vaincre un nue afin de récupérer une pierre précieuse qui permettra de tisser un fil enchanté.
- Dans l'animé Dororo, le héros Hyakkimaru affronte un nue afin d'espérer regagner certaines parties de son corps.
- Dans le jeu vidéo Nioh, l'un des boss que Anjin affronte au début est un Nue, il sera ensuite possible d'en croiser d'autres au fil de l'aventure. On en affronte également deux dans les DLC "le disciple du tengu" et Ténèbres dans la capitale" de Nioh 2
- Dans l’anime Mononoke, l’un des esprits rencontrés et affrontés est une Nue.
- Dans le manga et anime Jujutsu Kaisen, l'un des personnages principaux, Fushiguro Megumi, peut "invoquer" des shikigami, dont l'un est une Nue.
- Dans le manga Detective Conan de Gosho Aoyama, Conan Edogawa doit faire face à un tueur qui utilise la légende du Nue pour commettre des meurtres. Detective Conan tome 90 - 91.